# Kanamarua
Kanamarua là một chi ốc biển, là động vật thân mềm chân bụng sống ở biển trong họ Buccinidae.

## Các loài
Các loài trong chi Kanamarua gồm có:
- Kanamarua francroberti Fraussen & Lamy, 2008[2]
- Kanamarua narcissisma Fraussen & Lamy, 2008[3]